# Angoulême
Angoulême je město v jihozápadní Francii v departmentu Charente a regionu Nová Akvitánie. Leží na řece Charente, asi 100 km severně od Bordeaux. Má 43 000 obyvatel, aglomerace přesahuje 100 000 obyvatel. Jedná se o velmi staré a historické město. Asi deset kilometrů východně od místního letiště se nacházejí krasové prameny řeky Touvre.

## Dějiny
Město stojí na místě římské osady Ecolisma (či Iculisma), jež dostala později jméno Angoulesme, je od roku 379 sídlem biskupa a má pohnutou historii. Roku 507 je po porážce Vizigótů u Vouillé získal franský král Chlodvík I. a v 9. století je zničili Normané.

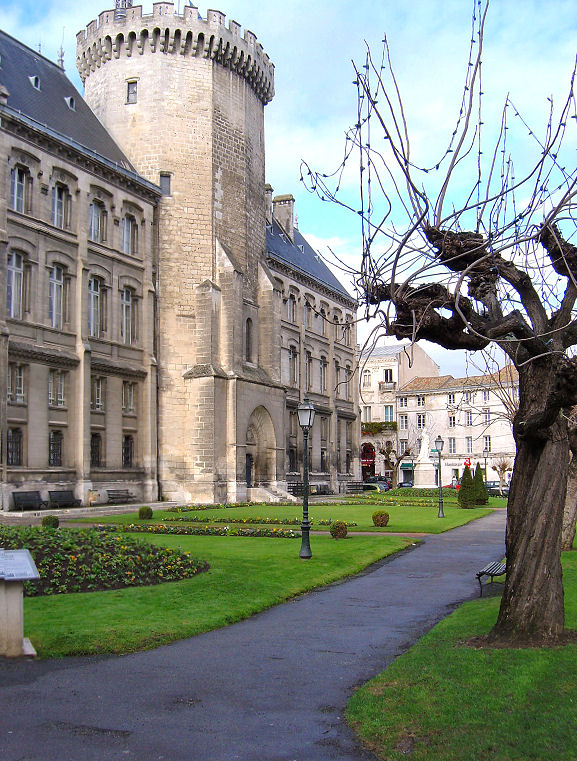
Radnice v Angoulême

Ve středověku bylo Angoulême hlavním městem stejnojmenného hrabství a hlavní křižovatkou Svatojakubské cesty do Santiaga de Compostela ve Španělsku. V roce 1204 obdrželo Angoulême městská práva od anglického krále Jana Bezzemka. Město i hrabství byly Mírem z Brétigny (1360) postoupeny Anglii, ale už v roce 1373 je francouzský král Karel V. dobyl zpět. V období francouzských náboženských válek bylo město silně poškozeno, zejména poté, co je dobyly hugenotské oddíly, jimž velel Gaspard de Coligny.
V roce 1394 připadlo hrabství vévodům Orleánským. Jeden z nich, František I., se v roce 1515 stal francouzským králem a povýšil hrabství na vévodství, čímž podpořil svoji matku Louisu Savojskou. Vévodství se tak stalo francouzským korunním územím. Jedním z jeho držitelů byl nemanželský syn krále Karla IX. Karel z Valois. Posledním vévodou z Angoulêmu byl nejstarší syn Karla X. Louis-Antoine, který zemřel v roce 1844.
Ve druhé světové válce patřilo město do oblasti obsazené Němci, bylo poškozeno bombardováním a v jeho okolí působila řada odbojových skupin.

## Hospodářství
Angoulême je proslulé tradiční výrobou papíru, která zde kvetla už od 16. století. Slavný je zdejší nejlepší vývozní artikl, cigaretový papír Rizla+. Dosti známé jsou i zdejší pralinky. Významnými průmyslovými obory v Angoulême jsou výroba elektroniky, sklářství, výroba konfekce a bot (obzvláště známé jsou zdejší pantoufle), strojírenství (nachází se zde poměrně důležitá zbrojovka a prachárna vyrábějící střelný prach a zbraně pro námořnictvo), v okolí je v zemědělství významné vinařství. Poblíž jsou mramorové lomy
V poválečné době část průmyslu zanikla, vznikla zde ale nová odvětví. Angoulême se stalo centrem produkce comicsů, včetně příslušné vysoké školy, kde je i první fakulta počítačových her a animace. Vedle 6 kolejí, 10 lyceí a řady odborných a uměleckých škol je zde také právnická a humanitní fakulta Univerzity Poitiers a několik vysokých škol, zčásti soukromých.

## Doprava
I když v Angoulême začala jezdit tramvaj už v roce 1890, v roce 1933 byla zrušena a nahrazena autobusy. V současné době má autobusová síť 11 linek, které obsluhují i okolní obce celé aglomerace.
Angoulême leží na železniční trati Paris - Bordeaux, kde jezdí i vlaky TGV; cesta do Paříže trvá necelé dvě hodiny. Kromě toho má Angoulême přímé železniční spojení do sousedních měst Poitiers, Limoges, Saintes a dalších.
Silniční spojení obstarává státní silnice N 10 Paříž – Bayonne a N 141 ve směru západ - východ. Kromě toho je zde řada silnic departementních. Blízké mezinárodní letiště Angoulême – Cognac nemá pravidelnou dopravu osob.

## Památky
Angoulême má dobře zachovalé historické centrum na návrší nad řekou, které přitahuje mnoho turistů. Zachovaly se podstatné části hradeb ze 12. a ze 16. století. Kromě řady historických domů a paláců stojí za pozornost hlavně následující stavby.
- Katedrála svatého Petra z let 1110-1128 je pozdně románská kamenná stavba na půdorysu latinského kříže s lodí zaklenutou čtyřmi kopulemi. Západní průčelí vyniká mimořádně bohatou sochařskou výzdobou, kopule nad křížením a vnitřek byly poškozeny historizující opravou v 19. století.
- Kostel svatého Cybarda, románská kamenná stavba ze 12. století se zbytky někdejšího opatství
- Kostel svatého Ondřeje ze 12. století, těžce poškozený za náboženských válek a dlouho opravovaný.
- Kaple bývalého kláštera františkánů (Cordeliers) s přilehlým špitálem.
- V bývalém biskupském paláci z 15. století je dnes muzeum výtvarných umění.
- Radnice vznikla přestavbou někdejšího pozdně středověkého hradu, z něhož zbyly jen dvě mohutné věže.
- Muzeum papíru a obalů.
- Rozlehlá tržnice ze skla a litiny z konce 19. století

### Galerie
Katedrála sv. Petra

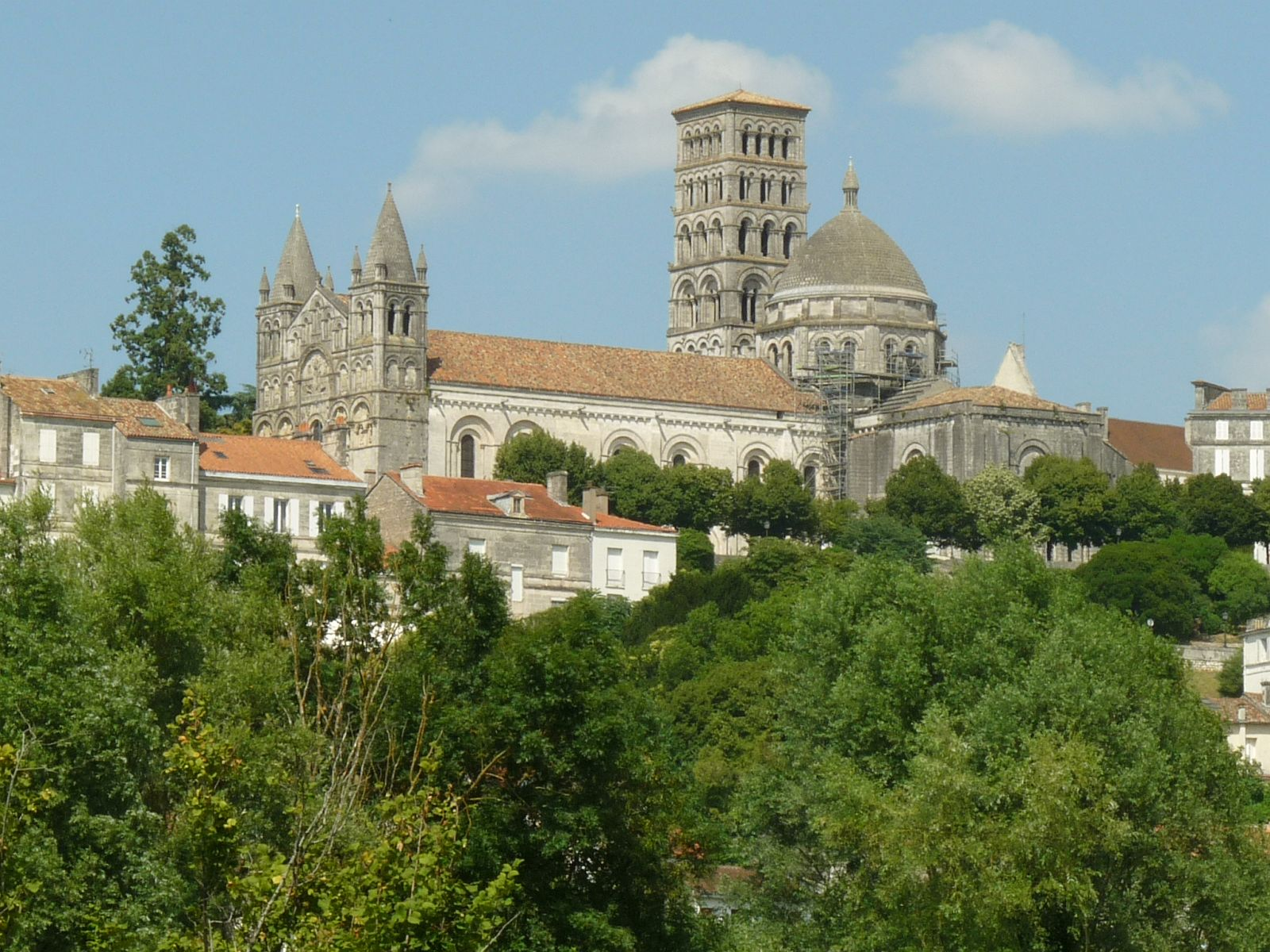
Pohled od JZ
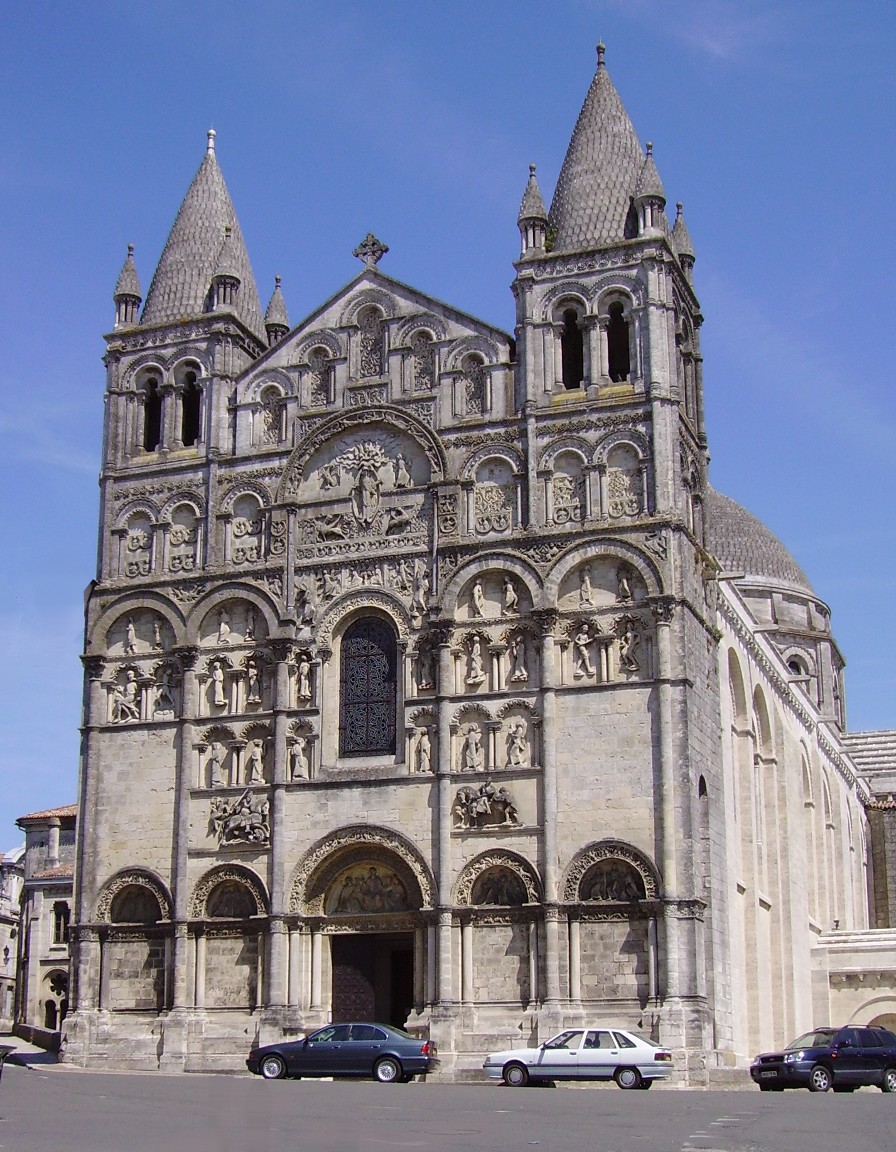
Průčelí
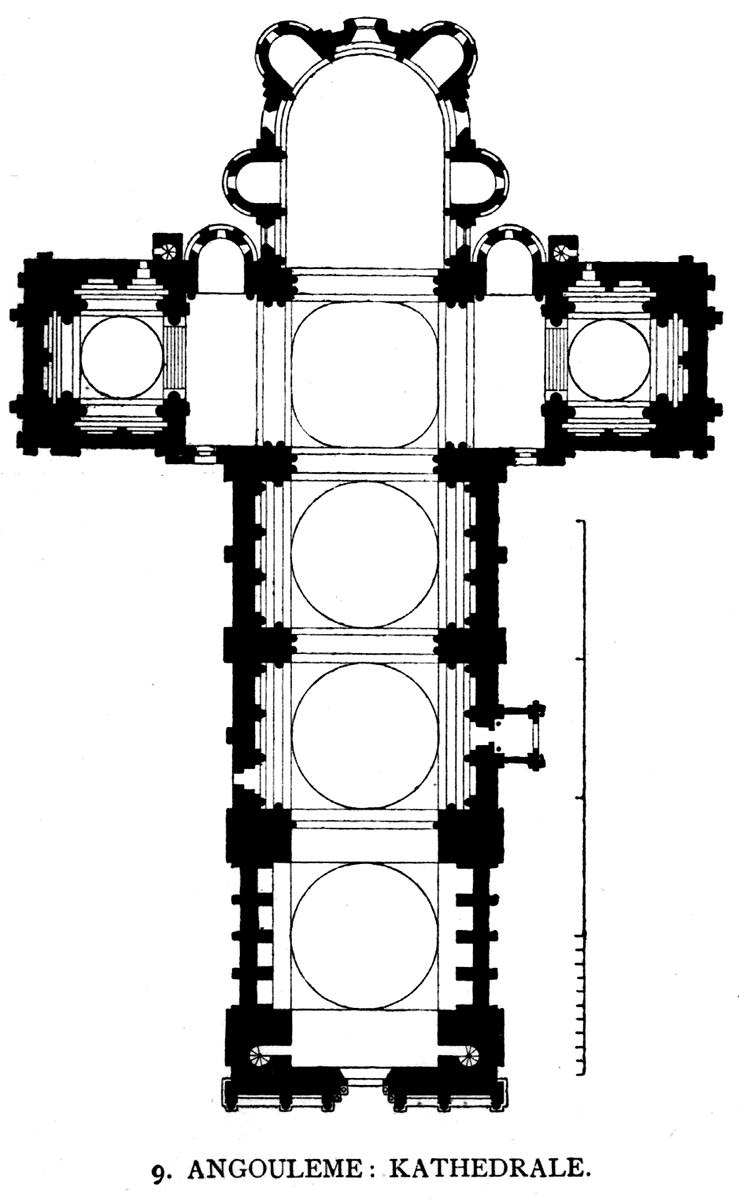
Půdorys
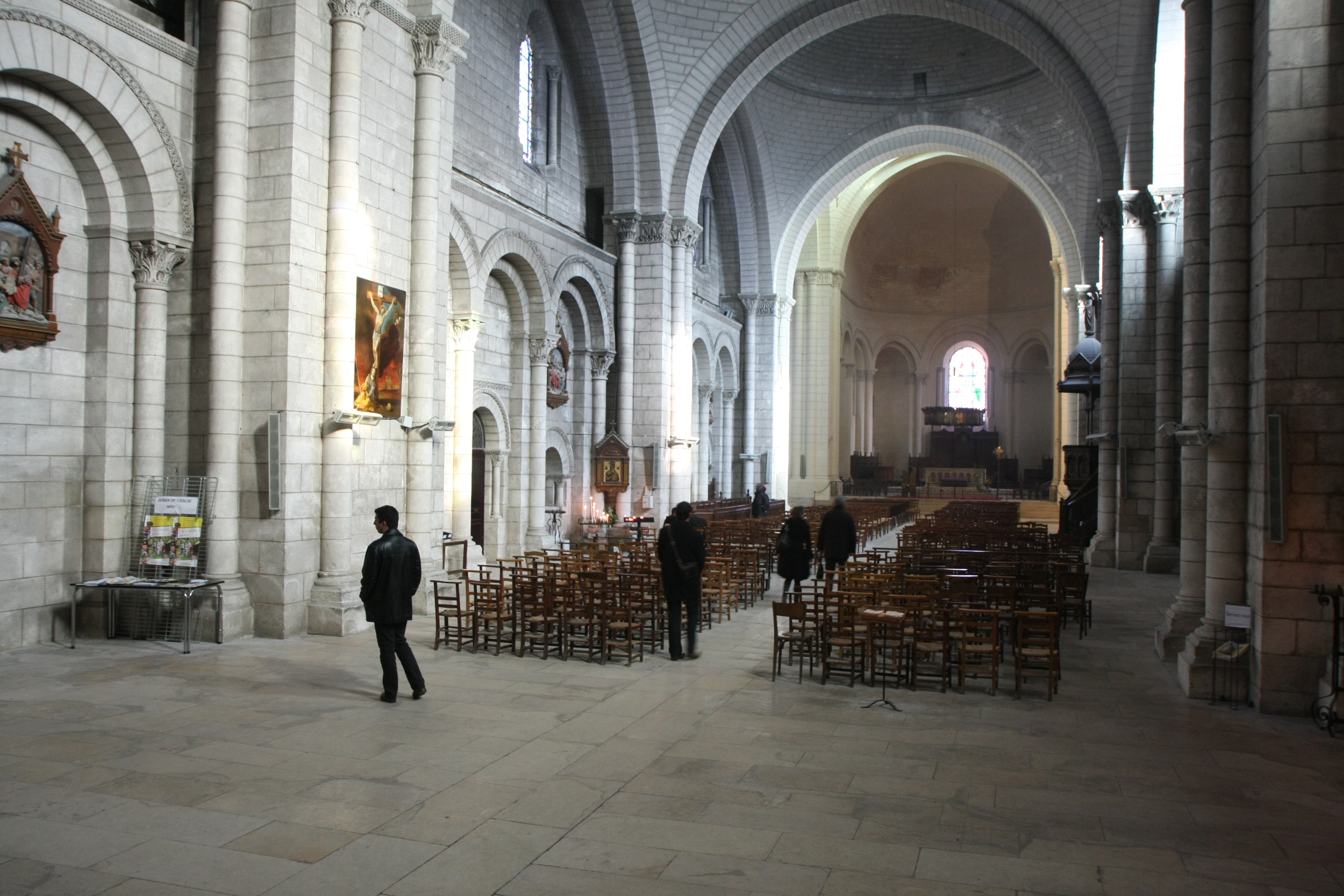
Interiér

Ostatní památky

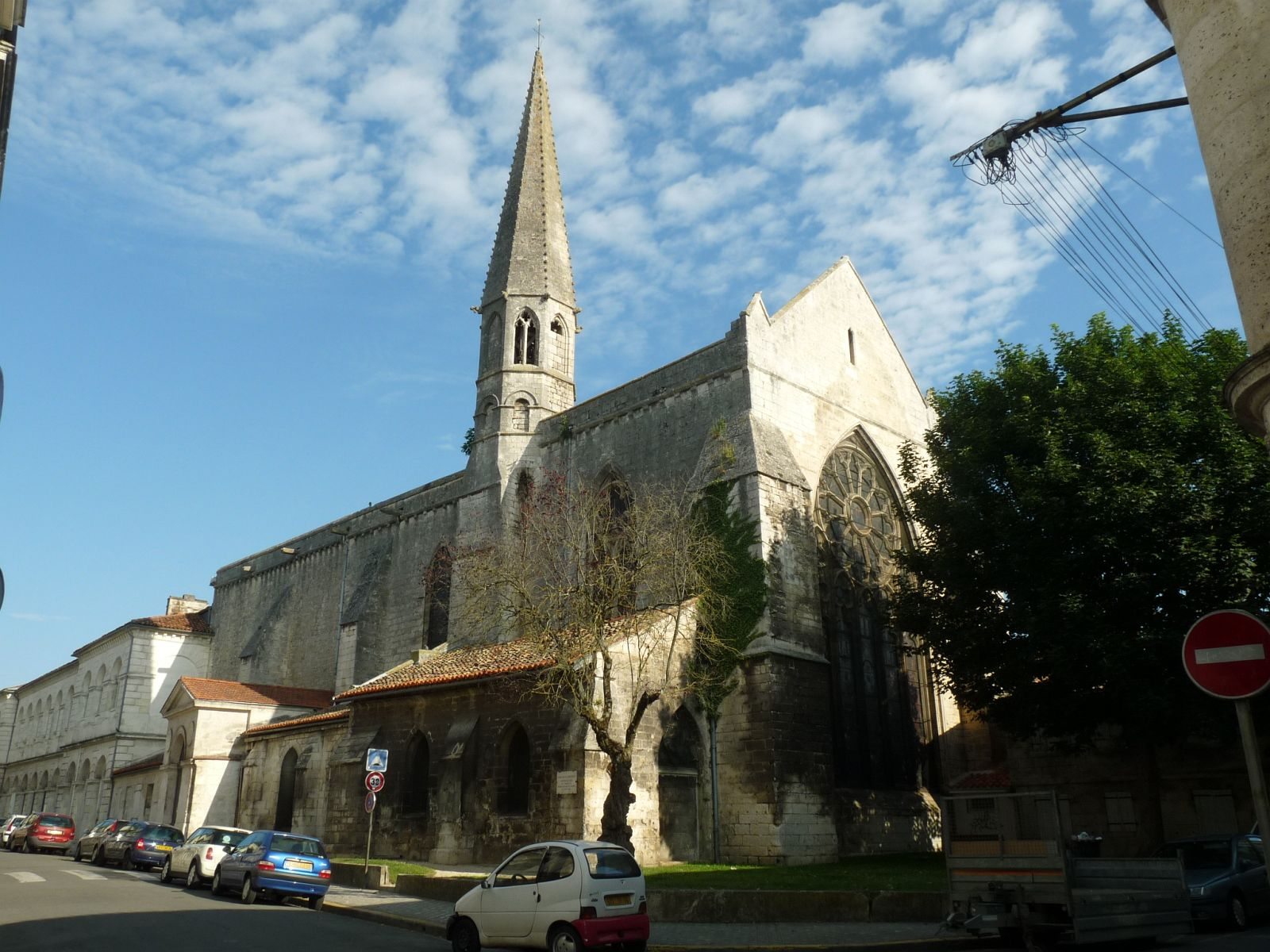
Klášter Cordeliers
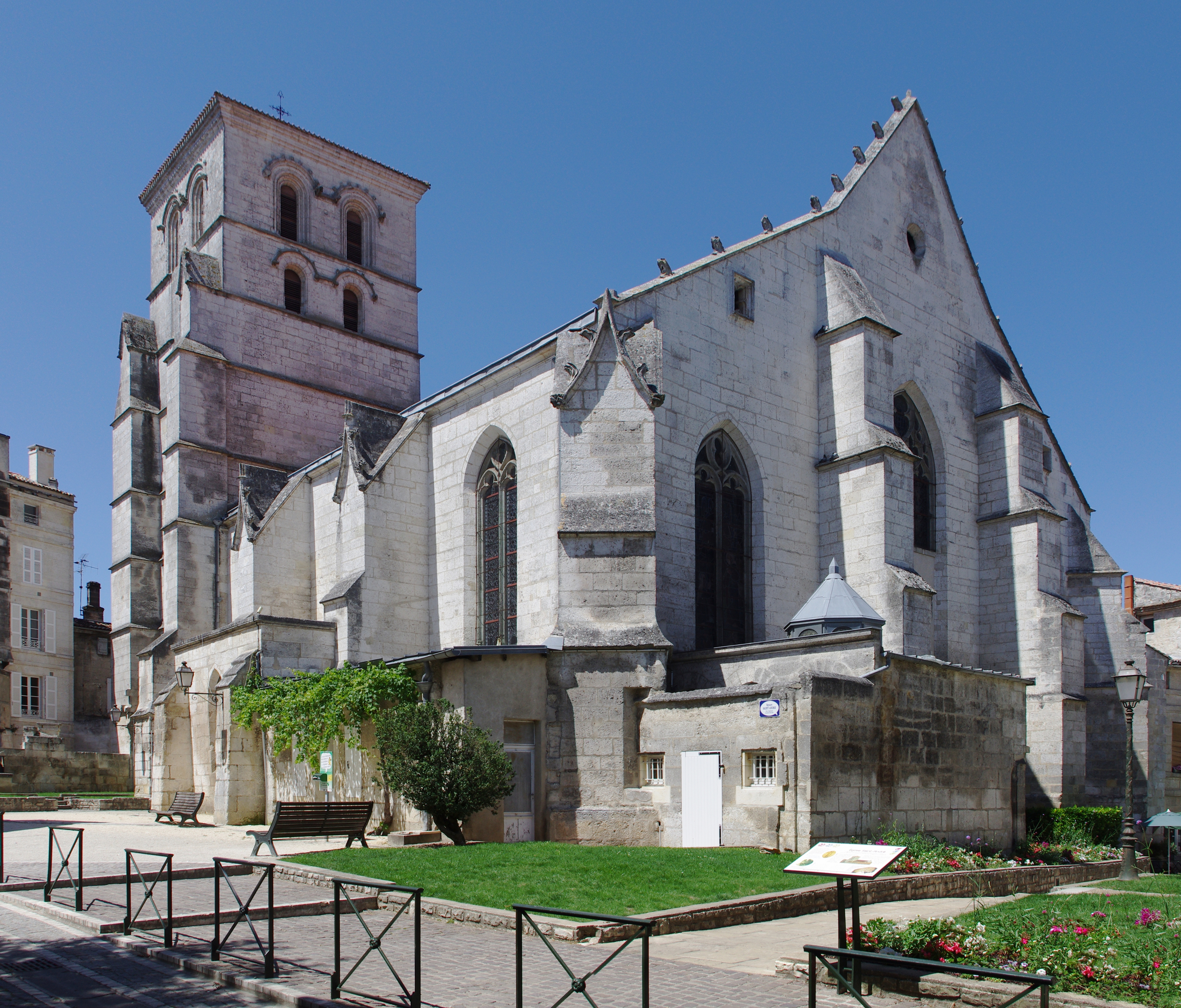
Kostel sv. Ondřeje
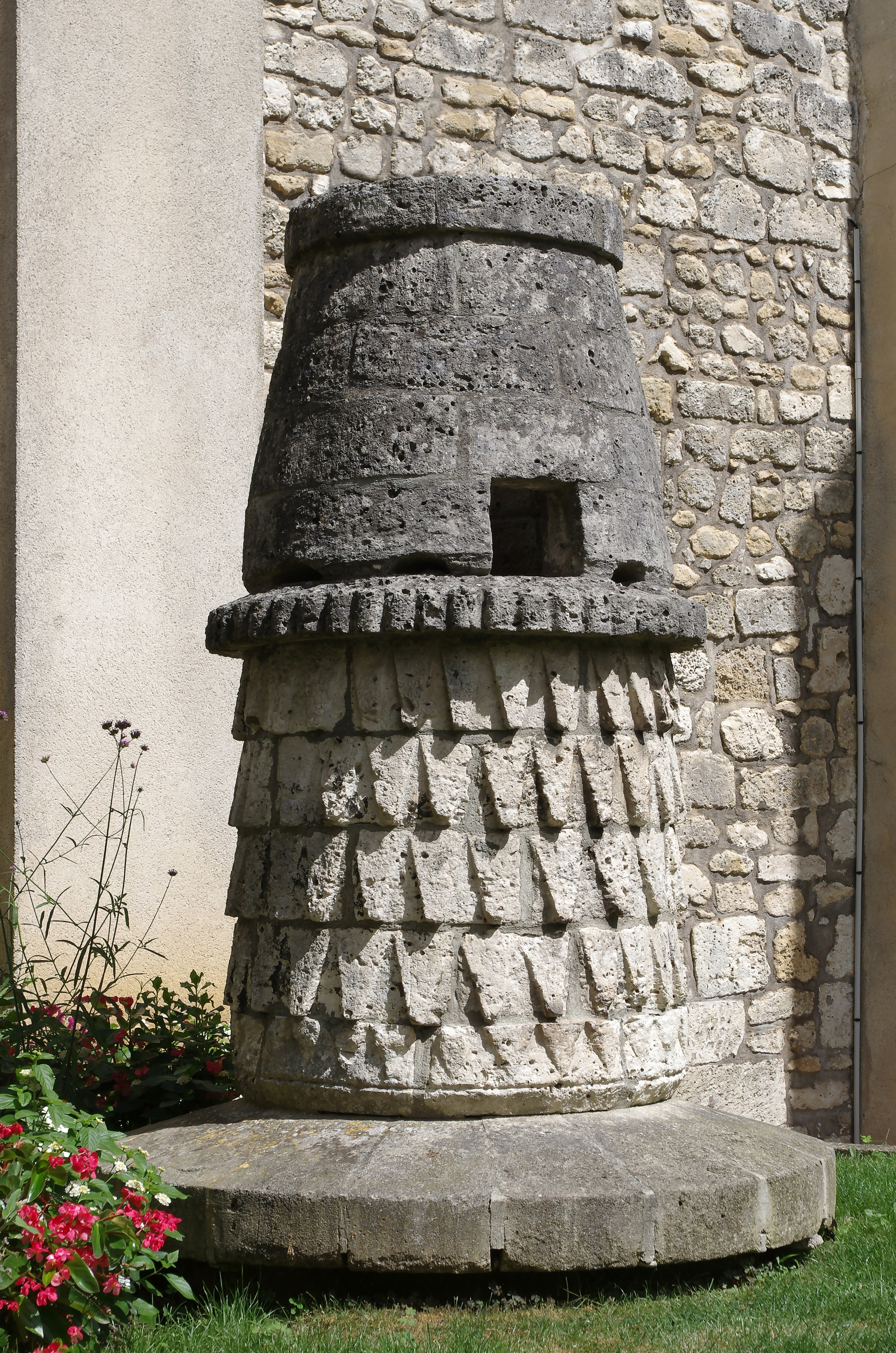
Zbytky komína (11. stol.)
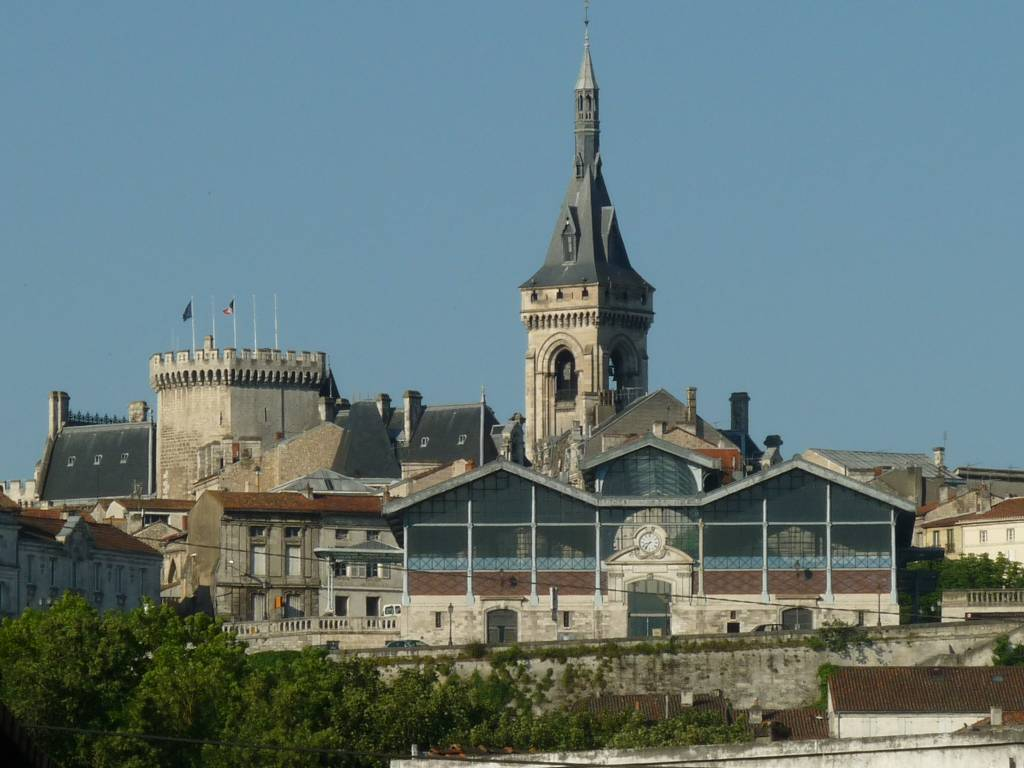
Tržnice, v pozadí radnice

## Vývoj počtu obyvatel
Počet obyvatel

## Partnerská města
- Bury, Spojené království
- Gelendžik, Rusko
- Hildesheim, Německo
- Hoffman Estates, Illinois, USA
- Chicoutimi, Kanada
- Ségou, Mali
- Turda, Rumunsko
- Vitoria-Gasteiz, Španělsko